# 达纳·斯科特
达纳·斯图尔特·斯科特（英語：Dana Stewart Scott，1932年10月11日—），美国科学家，研究领域涉及计算机科学、数学和哲学，1976年图灵奖得主。

## 简介
斯科特1932年10月11日生于美国加利福尼亚州，在加州大学伯克利分校获得学士学位以后，进入普林斯顿大学研究生院学习，与迈克尔·拉宾一起师从阿隆佐·邱奇，1958年取得博士学位。
他先后在芝加哥大学、加州大学伯克利分校、斯坦福大学、荷兰的阿姆斯特丹大学、普林斯顿大学和英国牛津大学等学府任教。1981年被卡内基梅隆大学聘为计算机科学、数理逻辑和哲学教授。
1959年，拉宾和达纳·斯科特共同发表了“有限自动机与其判定性问题”（Finite Automata and Their Decision Problems）的论文，提出了非确定自动机的观点。他们也因此获得了1976年的图灵奖，并做“逻辑与程序设计语言”（logic and Programming Language）的演讲。图灵奖的引文是：
|  | 因他们的合著论文“有限自动机与其判定性问题”。论文中引入了非确定自动机的概念，被证明是（计算理论科学研究中的）一个非常重要的概念。拉宾和斯科特的这篇经典论文成为了这个领域后续研究的源泉。 |

## 脚注
1. ↑  英文为： ACM Turing Award Citation[永久]

### 斯科特的文章
- With Michael O. Rabin, 1959.  Finite Automata and Their Decision Problem.
- 1967.  A proof of the independence of the continuum hypothesis. Mathematical Systems Theory 1:89-111.
- 1970. 'Advice in modal logic'.  In Philosophical Problems in Logic, ed. K. Lambert, pages 143-173.
- With John Lemmon, 1977.  An Introduction to Modal Logic. Oxford: Blackwell.

### 其他资料
- Blackburn, de Rijke and Venema, 2001. Modal logic.  Cambridge University Press.
- Jack Copeland, 2004. Arthur Prior （页面存档备份，存于）.  In the Stanford Encyclopedia of Philosophy.
- Joseph E. Stoy, Denotational Semantics: The Scott-Strachey Approach to Programming Language Theory, MIT Press, 1977. ISBN 0-262-19147-4